# Тачка преваре
Тачка преваре (енгл. Deception Point) је роман Дена Брауна из 2001. године са елементима трилера. Говори о метеору пронађеном на Арктику који би могао да пружи доказе о постојању ванземаљског живота, и покушајима да се, упркос ометању, јавности саопшти вест о њему. Прича је инспирисана открићем метеора ALH 84001 на Антарктику, 27. децембра 1984.

## Радња
НАСА-ин сателит открива необично редак објекат закопан дубоко у леду Арктика. После низа промашаја, компанија за проучавање свемира, коначно може да објави преко потребан успех који ће дубоко утицати како на политику саме НАСА-е тако и на предстојеће председничке изборе. Аналитичар Обавештајне службе, Рејчел Секстон, добија од Беле куће задатак да утврди веродостојност овог открића. Заједно са тимом стручњака у којем је и харизматични научник Мајкл Толанд, Рејчел одлази на Арктик и тамо открива нешто незамисливо: доказ о лукавој научној превари, бестидној обмани која прети да свет доведе у озбиљну заблуду. Рејчел не стиже да упозори председника. Она и Мајкл упадају у заседу тима професионалних убица. Док беже од сигурне смрти преко пустих и негостољубивих предела, једина нада да ће преживети лежи у томе да открију ко стоји иза ове врхунске завере.

## Главни ликови
- Рејчел Секстон (енгл. Rachel Sexton) - главни лик, такозвани „поентер“ (аналитичар који се бави писањем кратких извода на основу широког скупа података) Националног бироа за извиђање и ћерка сенатора Секстона.
- Мајкл Толанд (енгл. Michael Tolland) - океанограф и звезда телевизијских научно-популарних емисија.
- Председник Закари Херни (енгл. Zachary Herney) - председник Сједињених Америчких Држава.
- Сенатор Сеџвик Секстон (енгл. Sedgewick Sexton) - Рејчелин отац и председнички кандидат.
- Корки Марлинсон (енгл. Corky Marlinson) - светски познат астрофизичар позван да потврди аутентичност метеора који је открила НАСА.
- Вилијам Пикеринг (енгл. William Pickering) - директор Националног бироа за извиђање.
- Габријела Еш (енгл. Gabrielle Ashe) - лични асистент сенатора Секстона.
- Нора Мангор (енгл. Norah Mangor) - глациолог.
- Доктор Вејли Минг (енгл. Wailee Ming) - палеонтолог.
- Марџори Тенч (енгл. Marjorie Tench) - виши саветник председника САД.